# Eurois grisea
Eurois grisea är en fjärilsart som beskrevs av Hans-Joachim Hannemann 1915. Eurois grisea ingår i släktet Eurois och familjen nattflyn. Inga underarter finns listade i Catalogue of Life.